# Juegos Florales de La Coruña
Los juegos florales de la Coruña tuvieron lugar el 2 de julio de 1861 en el Teatro Principal (hoy Teatro Rosalía de Castro) de la La Coruña, organizados por Juana de Vega (condesa de Espoz y Mina) y Benito Vicetto siguiendo el ejemplo de los Jocs Florals que si habían celebrado en Cataluña en 1859 a imitación de los occitanos. Fueron los primeros juegos florales celebrados en la Galicia contemporánea.

## Descripción
Sólo una de las composiciones premiadas estaba en gallego, A Galicia de Francisco Añón. Francisco María de la Iglesia fue el encargado de leer la memoria, que aunque en castellano, defiende fervientemente el uso del gallego.
Los trabajos que se presentaron (junto con otras obras de poetas gallegos) se publicaron en 1862 gracias a las aportaciones económicas de José Pascual López Cortón en el libro Álbum de la Caridad, que supuso el comienzo del verdadero renacimiento de la literatura gallega. Entre las obras presentadas estaba el poema "A campana d'Anllóns" de Eduardo Pondal.